# Tantrisme
« Tantrisme », terme inventé au XIXe siècle en Occident et dérivé du mot tantra (sanskrit IAST ; devanāgarī : तन्त्र ; « règle, traité »), désigne un ensemble de textes, de doctrines, de rituels et de méthodes initiatiques qui ont pénétré de façon diffuse la plupart des branches de l'hindouisme (ainsi que dans le jaïnisme). Sa définition exacte et son origine historique restent un sujet de discussion parmi les spécialistes. Il s'exprime à travers des pratiques yogiques et des rites, se fondant sur des textes ou tantras révélés, selon la légende, par Shiva lui-même spécialement pour l'homme déchu du dernier âge (kali yuga), selon la cosmologie de l'hindouisme.
À partir du VIe siècle, on rencontre des cultes tantriques dans les écoles shivaïtes ou shaktistes, dans le bouddhisme mahāyāna (pratiqué principalement en Chine, en Corée, au Japon et au Viêt Nam) et dans le bouddhisme vajrayāna (bouddhisme adamantin ou bouddhisme de diamant, aussi nommé bouddhisme tantrique) pratiqué principalement au Tibet, en Mongolie et au Japon.
La littérature tantrique se compose de textes qui ont des noms divers comme les tantras, les saṃhitā, les āgamas et même certains sūtras.

## Naissance du tantrisme

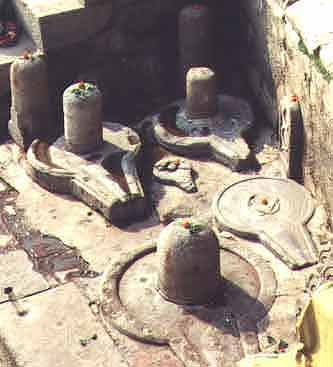
Lingam et yoni.

Ce qu'on désigne généralement sous le terme « tantrisme » est considéré comme ayant une origine qui en a précédé l'expression écrite formelle, laquelle date, pour les premiers documents connus, par exemple les textes de l'école des Kapalikas, du Ve ou VIe siècle.

## Les tantras
Tantra signifie « trame », « chaîne » d'un tissu et, au figuré, l'idée de se dérouler en s'enchaînant ; mais aussi, par la suite, « doctrine », « règle » et « livre (doctrinal) ».

### Étymologie du mot
Le mot tantra est composé de la racine verbale tan (tendre) et du suffixe -tra, qui forme des substantifs neutres désignant l'instrument accomplissant l'action en question, et signifie : fil, continuité, chaîne de tissage d'un tissu, succession, méthode, règle, traité, voire, en sanskrit moderne, logiciel.
Selon l'interprétation traditionnelle du nirukta, le mot « tantra » est relié phonétiquement aux deux mots sanskrits :
1. tanoti (« expansion ») ;
2. trayati (« libération »).

Ce type de correspondance phonétique est à la base du nirukta ; il n'est cependant pas reconnu en Occident.

### Origine et significations
Tantra est un terme appliqué à un système métaphysique pratique originaire de la région himalayo-indienne. Dans ce système, on considère comme base de l'univers deux principes symbolisés par le couple masculin et féminin. Le tantra traditionnel est une « voie de transformation intégrale de l'être humain », qui passe par le corps et les cinq sens.
Les tantra sont des textes qui se veulent être la continuation des véda. Les véda sont des formules de liturgie et de rituel qui apparaissent en Inde entre 1500-1000 av. J.-C. et qui remontent à une tradition peut-être plus lointaine. Elles ne furent pas transcrites avant le VIIIe siècle av. J.-C. De ces textes liturgiques et de rituels sont issus de nombreux commentaires.
À la suite du védisme qui place le désir (kāma) à l'origine de la Création, le brahmanisme développe au contraire une « idéologie de la rétention ». Le tantrisme apparaît en réaction pour restaurer le kāma en tant que voie de libération (moksha).
Émergeant dans la vallée de l'Indus, à une date sur laquelle les spécialistes ne peuvent se mettre d'accord, cette métaphysique repose sur deux principes : une « présence » omnisciente et une « action de prise de conscience ». Les deux principes sont symbolisés respectivement par Shiva et par Shakti qui, bien que portant des noms venant de l'hindouisme, ne sont pas assimilés à ces dieux. De nos jours, par ignorance, on donne le nom de « tantra » à des pratiques thérapeutiques sexologiques, souvent très éloignées de l'esprit du tantrisme originel. Le tantrisme a souffert d'une approche New Age, qui a privilégié « une ritualisation de la sexualité, alors que c'est la sexualisation du rituel » (cf. introduction de Gordon White David, Kiss of the Yogini).

## Doctrine
La délivrance est atteinte en intégrant le désir à la spiritualité, par la pratique de rituels et d'exercices yogiques. Le pratiquant (tantrika) doit transmuter son corps pour l'intégrer aux forces de l'univers, en utilisant le désir, énergie du monde. Selon André Padoux, spécialiste du sujet, « le tantrisme veut permettre à l'homme d'atteindre la libération sans renoncer au monde, de parvenir à la paradoxale coïncidence de la manifestation et de la divinité ».
La divinité a deux pôles, notion qui s'est répandue dans plusieurs courants de l'hindouisme :
- un pôle masculin, conscient mais inactif ;
- un pôle féminin, actif et créateur d'énergie (shakti).

## Hindouisme tantrique

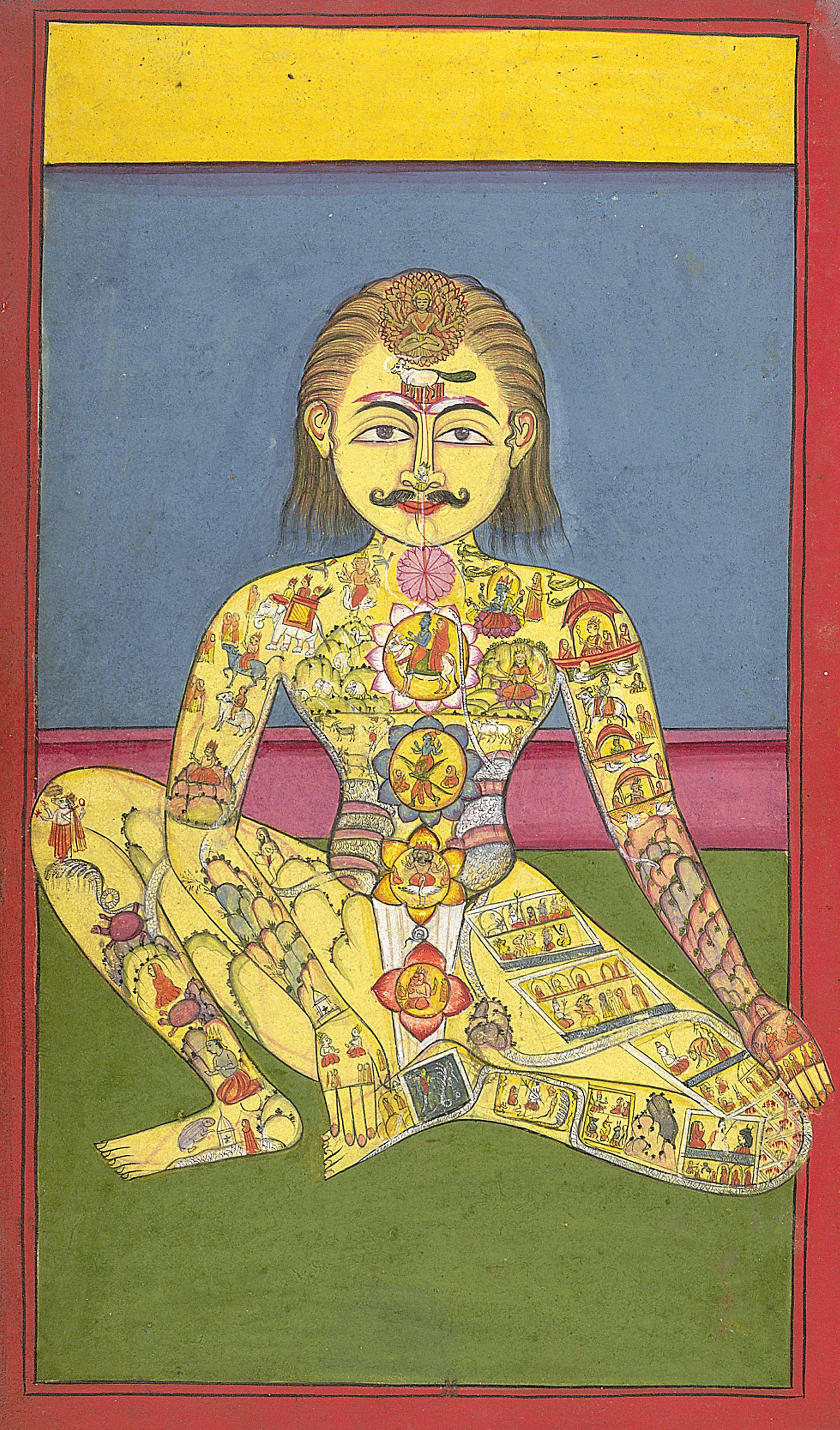
Les sept chakras (manuscrit de yoga de 1889).

Pour l'hindouisme, tantra (तन्त्र) signifie entre autres : « règle, méthode, traité ». La littérature tantrique est considérable ; les ouvrages de la tradition vishnouite sont nommés samhita, ceux de la tradition shivaïte sont les āgama et les tantra.
Pour accomplir les rites tantriques, il faut avoir été initié au moyen de la diksha. Le culte de la divinité choisie (puja) se fait à l'aide de méditation, visualisation (de yantra ou mandala), contrôle de la respiration, récitation de mantra, utilisation de mudra. Selon des auteurs comme Francis King, le pivot central des pratiques religieuses tantriques est l'acte sexuel, qu'il soit réel ou symbolique.
Le yoga tantrique a pour but de réaliser l'union avec l'énergie shakti. Cette énergie se retrouve dans le corps sous la forme de la kundalinî à la base de la colonne vertébrale. Dans le tantrisme se trouve une description précise de corps subtils et de centres d'énergie (chakra), à travers lesquels la kundalini remonte. Les textes insistent sur le danger concret de ces pratiques et la nécessité réelle d'un maître compétent. La montée de la kundalini peut également se faire par des pratiques sexuelles ritualisées. Selon André Padoux, « les rites tantriques deviennent ainsi un moyen, dépassant le bien et le mal, d'atteindre la toute-puissance et la délivrance par la plongée conquérante dans le chaos et les forces obscures ».
Il existe deux types de tantrisme, deux voies, qui historiquement ont souvent été utilisées simultanément :
1. Daksinācāra, tantra de la main droite, orthodoxe, aussi appelé tantra blanc, où sont pratiqués : les mantra (brèves formules sacrées d'invocation), les yantra (figures géométriques), la visualisation, la méditation assise, les yogas de posture, la dévotion à travers diverses formes de vénération des temples et observant la voie de la renonciation ;
2. Vāmācāra, tantra de la voie de la main gauche, aussi appelé tantra rouge, qui utilise (aux yeux du profane) des offrandes jugées impures.

Voici quelques auteurs majeurs : Vasugupta, Abhinavagupta (cf. Shivaïsme du Cachemire).

## Bouddhisme tantrique

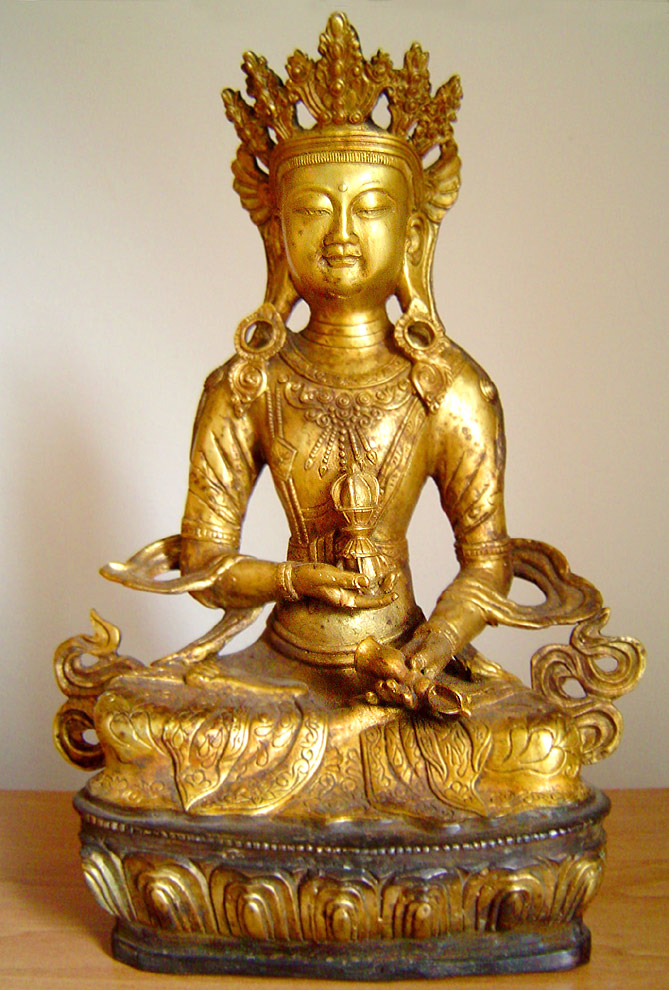
Vajrasattva tenant en main le vajra et la cloche.

Il s'est développé un tantrisme propre au bouddhisme, qui semble émerger entre les IIIe et IVe siècles, sur des fondements hindouistes [réf. nécessaire]. Dans le nord de l'Inde, à Nalanda et à Vikramashila, sont développés la théorie, les différents rituels et les mandalas. Le corpus sanskrit est complet au VIIe siècle et commence alors à pénétrer au Tibet à travers différents maîtres indiens, népalais ou afghans, dont le premier est Padmasambhava (VIIIe siècle). Le relais est bientôt pris par des Tibétains ayant étudié en Inde ou au Népal, qui deviendront maîtres et traducteurs. En 714, il gagne aussi l'Asie du Sud-Est et la Chine avec l'arrivée de Shubhakarasimha 637-735 puis de Vajrabodhi et Amoghavajra en 719. À la suite des persécutions, il disparaitra de ce pays en tant que tradition propre et continuera par contre au Japon par l'intermédiaire de moines comme Kukai, élève de Huiguo, qui fondera le bouddhisme Shingon.
Le terme tantra est dans le bouddhisme interprété comme « continuité » (tib. rgyud). Une interprétation alternative comme « intégration [des différents aspects et processus de la personnalité] » a été proposée par Rongzom Chokyi Zangpo (Nyingma, XIe siècle). L'objectif de la pratique est comme dans l'ensemble du bouddhisme mahayana le développement de la sagesse et de la compassion, la destruction de l'ignorance et la parfaite compréhension de la vacuité transcendant samsara et nirvana. Les déités ne sont pas comme dans l'hindouisme des êtres ayant une nature propre ; elles sont plus nombreuses et propres au bouddhisme pour la plupart. L'exégèse des tantras repose sur la philosophie bouddhique.
Selon la tradition vajrayana, les tantras proviennent, tout comme les sutras, directement du Bouddha Shakyamuni. Il les aurait transmis sous d'autres formes que sa forme historique, éventuellement en se dédoublant. Ainsi, au moment où il anéantissait les efforts de Mara, il aurait enseigné sur un autre plan à des êtres des tantra comme celui de Tandrin (Hayagriva)[réf. nécessaire]. Alors que sous sa forme terrestre il donnait le sermon du mont des Vautours, il aurait transmis le Tantra de Kalachakra, conservé durant plusieurs siècles dans le monde de Shambhala. De grands accomplis (sansk.: Mahāsiddhas) auraient eu une perception directe des déités tantriques, et composèrent des cycles d'enseignement qui auraient ensuite été diffusés de maître à disciple de façon secrète.
Les textes tantriques sont la base du tantrayana, présenté comme relevant d'un niveau supérieur aux pratiques s'appuyant seulement sur les soutras hinayana et mahayana. Le tantrayana est un yoga censé éveiller plus rapidement la conscience subtile chez les personnes karmiquement prédisposées, et doit être pratiqué avec un guru après en avoir reçu une transmission de pouvoir aussi nommée initiation. L'éveil est atteint à travers un processus faisant appel à des visualisations de déités (yidam) dans leur univers (mandala), auxquelles le pratiquant s'identifie pour réaliser finalement leur aspect illusoire. Une particularité du tantrayana est que les obstacles mentaux comme la colère ou le désir ne sont pas réprimés mais pris en charge pour être transformés en dispositions positives comme la compassion. Des passages apparemment contraires à l'éthique bouddhiste telle la violence peuvent apparaître dans les tantras, qui font l'objet d'une exégèse à différents niveaux. Des pratiques non orthodoxes et réservées à des pratiquants de niveau élevé ont pu donner au bouddhisme tantrique une image sulfureuse.

### Textes
Le canon tibétain contient environ 500 tantras, que complètent plus de 2000 commentaires. Ils font l'objet d'une classification en quatre catégories qui suit plus ou moins leur ordre d'apparition :
- Kriyatantras (tantras de l'action) : antérieurs au VIe siècle, ils contiennent beaucoup de rituels pratiques comme les rites de pluie, et de nombreux dharanis, sortes de mantras ; différents bouddhas ou bodhisattvas sont invoqués ; ex : Mahāmegha Sutra, Aryamañjushrīmūlakalpa, Subhāpariprcchā Sutra, Aparimitāyurjñānahrdayadhāranī.
- Caryatantras ou upayogatantras (tantras de la représentation) : postérieurs au VIe siècle, la déité centrale est toujours Vairocana. Le Maha Vairochana Sutra Tantra (Daïnitchi-kyô) de l'école Shingon en fait partie.
- Yogatantras (tantras du yoga) : la déité principale y est aussi Vairocana ; ex : Srvatathāgatatattvasamgraha Tantra, Sarvadurgatiparishodhana Tantra, Mañjushrî-nâmasangîti, ainsi que le Vajrasekhara Sutra (Kongocho kyo) du Shingon.
- Selon les traditions sarma le niveau supérieur est constitué des Anuttarayogatantras (tantras supérieurs) qui se divisent en trois groupes ; le rattachement d'un tantra donné à un groupe peut varier : 
  - Yogottaratantras (union supérieure), encore appelés upāya tantras (tantras des moyens habiles) ou tantras pères, produits à partir du VIIIe siècle. Les déités principales sont Akshobhya et sa parèdre, généralement décrites en yab yum. Ils placent l'emphase sur le développement du corps illusoire[19] et sur la transformation de la colère. Le Guhyasamāja Tantra et le Yamantaka Tantra sont en général considérés comme appartenant à cette catégorie.
  - Prajñatantra (tantra de sagesse), yoginitantra ou tantras mères, produits à partir de la fin du VIIIe siècle. Akshobhya y apparait le plus souvent sous sa forme courroucée Chakrasamvara ; les déités féminines y sont nombreuses. l'emphase est mise sur le développement de la claire lumière[20] et la transformation du désir. ex. : Samvara Tantra (VIIIe siècle) et Hevajra Tantra (Xe siècle).
  - Les tantras non-duels, dont l'exemple le plus connu est le Kālacakratantra.

- Dans la tradition Nyingma le niveau supérieur comprend trois voies tantriques internes. 
  - Le Mahayoga vise l'élimination de la perception et de l'attachement par la visualisation et l'identification à la déité (phase de génération)
  - L'Annuyoga, permet au corps de vajra de servir à la perception fondamentale (phase de complétion)
  - L'Atiyoga permet de transcender le temps, l'expérience et l'activité et de recevoir l'enseignement de Samantabhadra.

### Au Japon
C'est au VIe siècle que le bouddhisme fut introduit au Japon par l'intermédiaire de la Corée. Au VIIIe siècle, le moine Kûkai Kôbô-Daïshi découvrit un exemplaire du Dainitchi-kyô (maha-vairocana tantra) au Japon, et pour en approfondir le sens, alla en Chine. Il fut initié par le maître, Keika-ajari (chinois: Huiguo 恵果) aux cérémonies d'onctions « kanjô », et reçut de nombreux textes tantriques. À son retour au Japon, il structura son enseignement qu'il appela Shingon (parole vraie ou mantra, transcription en japonais du chinois zhēnyán 真言). Grâce à l'appui de l'empereur, il fonda le grand temple du Tō-ji à Kyôto, et la cité sainte du mont Kôyasan qui regroupe plusieurs centaines de temples. Il écrivit de nombreux ouvrages dont le « Sokushinjôbutsu-gui », où il insiste sur la voie rapide pour devenir Bouddha en cette vie même.
Le Shingon se développa dans tout le Japon et influença le développement des autres écoles bouddhiques. Kûkai initia notamment Saichō, le fondateur de Tendaï, dotant ce courant d'une composante tantrique absente du Tiantai chinois. De cette école sont issus les fondateurs des branches japonaises de l'Amidisme et du Zen, ainsi que Nichiren, qui créa son propre courant.
Le shingon est un tantrisme dit de la main droite, car ne comprenant pas de composante sexuelle, si ce n'est symbolique.

### Au Tibet

#### Nyingma
L'introduction du bouddhisme au Tibet remonte aux rois du Tibet de la dynastie Yarlung, et surtout à trois rois dits « du Dharma » entre le VIIe et le IXe siècle. Avant cette époque (Ve siècle), le roi Lha Thothori Nyantsen aurait découvert deux sūtras dans un coffret et en aurait conçu une grande vénération. L'histoire rapporte qu'ils « tombèrent du ciel sur le toit du palais » ; on peut spéculer qu'ils lui avaient été apportés par un des nombreux yogis itinérants à cette époque d'expansion du bouddhisme indien. Après cet épisode, cinq générations plus tard, survint le premier roi du Dharma, Songtsen Gampo, qui avec ses successeurs fit construire jusqu'à cent-huit temples et initia la première diffusion du bouddhisme au Tibet. Un des ministres de Songtsen Gampo, Thonmi Sambhota créa l'écriture tibétaine à partir de l'alphabet indien devanāgarī et commença la traduction des sūtras en tibétain.
Au VIIIe siècle, le deuxième roi du Dharma, Trisong Detsen, invita le maître indien Padmasambhava, qui construisit le monastère de Samye, en dépit des oppositions des chamans bön, religion répandue alors dans ce pays. En outre, à l'issue du débat philosophique du Concile de Lhassa entre les maîtres du bouddhisme tantrique d'origine indienne et les maîtres du bouddhisme Ch'an d'origine chinoise (école subitiste), Trisong Detsen décréta le bouddhisme indien religion d'État du Tibet, puisque Kamalashila, disciple de Shantarakshita, avait triomphé.
Les « patriarches » du tantrayana (synonyme de mantra- et vajra- yana) tibétain sont donc : Padmasambhava s'occupant du versant tantrique, et l'abbé Shantarakshita s'occupant des versants mahayaniste et monacal. Ce dernier, invité par le roi, se trouva confronté à une série de calamités que l'on imputa à la contre-réaction de forces démoniaques envers son enseignement. Il dut se retirer temporairement, mais avisa le roi qu'il devrait recourir aux pouvoirs magiques (siddhis) de Padmasambhava. Ce dernier subjugua les entités adverses, les convertissant ou les astreignant même à la protection du Dharma.
Ils réussirent finalement à construire le monastère de Samye, et veillèrent à éduquer et initier de très nombreux moines et disciples, particulièrement une équipe de traducteurs, dirigée par Vairotsana. Ceux-ci accomplirent le périlleux périple de l'Inde pour en ramener des sūtras et tantras, et recevoir des initiations, comme Vimalamitra. Yeshe Tsogyal, « consort » de Padmasambhava, compila ses enseignements et sa biographie. Elle aurait caché de nombreux textes appelés termas, « trésors » cachés, car ils auraient été destinés à n'être découvert qu'ultérieurement, au moment opportun par des Tertöns.

#### Sarma
Il s'ensuit au IXe siècle une période de persécution du bouddhisme, qui s'affaiblit par l'éradication de l'ordre monastique, sans trop affecter les lignées de yogis errants ou transmettant l'enseignement en secret. Une seconde diffusion, appelée sarma, nouvelle traduction par opposition à l'ancienne, nyingma, qui vient d'être décrite, a lieu au XIe siècle avec Rinchen Zangpo, qui se rendit en Inde, puis avec Atisha Dipankara, un maître indien qui vient au Tibet sur son invitation. Son disciple, Dromtönpa fondera l'école Kadampa.
D'autre part Marpa le Traducteur (lotsawa) se rendit lui aussi en Inde, où il reçut des enseignements de Naropa, avant de le transmettre à son tour à son disciple, Milarépa. Milarepa et son disciple Gampopa fondent l'école kagyu. Cette succession est appelée Lignée du Rosaire d'Or et remonte jusqu'à Tilopa qui aurait reçu de nombreux enseignements directement du Bouddha Vajradhara.
Drokmi Sakya Yéshé (992-1072) reçoit, lui aussi en Inde, l'enseignement de Virupa (IXe siècle), le transmet à son disciple Khön Köntchok Gyalpo (1034-1102) qui fonde l'école sakya en 1073 et la transmet à son fils Sachen Kunga Nyingpo.
Au début du XVe siècle naîtra une autre série de lignées, fondée par Djé Tsongkhapa, l'école guéloug.

## Citations
« - Les cinq éléments fondamentaux de l’univers (terre, eau, feu, air, éther) produisent des sons au moindre contact. Cela signifie qu’il existe des langages en tout. Dans ce cas-là, tout ce qu’on voit, entend, sent, goûte, et pense sont également des mots. On peut ainsi dire que tous les phénomènes de l’univers sont tous des mots qui enseignent la vérité. Les chants des oiseaux, le courant de l’eau, les bruits du vent, tous disent constamment la vérité éternelle. »
— Kukai

## Tantrisme en Occident
L'aspect « transgressif » du tantrisme, en réaction à l'austérité du brahmanisme, est ce qui a particulièrement plu en Occident, ainsi que l'utilisation de rites sexuels (qui sont en fait des pratiques rares, réservées à quelques initiés).
Selon l'historien Alexandre Astier, « la transgression d'interdits sociaux et moraux, ainsi que l'utilisation de la force sexuelle dans le tantrisme ont beaucoup fait fantasmer les Occidentaux. Il s'agit cependant d'une vraie démarche religieuse et spirituelle complexe, très rigoureuse et très difficilement accessible. »

### Dérive sectaire et abus sexuels
Aujourd'hui, le tantrisme en Occident peut se trouver pratiqué dans des milieux New Age ou ésotérique. L'école Mouvement pour l'Intégration Spirituelle absolue (MISA) fondée en Roumanie en 1990 a été au centre de nombreuses controverses. Après avoir été exclue en 2005 de la Fédération Internationale de Yoga et de l'Alliance européenne de Yoga pour activités commerciales illicites, il crée la Fédération Européenne de Yoga qui inclut tous ses centres européens. Le mouvement est actuellement établi dans 33 pays dont 25 européens. Les centres sont dénommés différemment selon les régions : Misa yoga ou yoga ésotérique (Roumanie, Suède), Natha yoga (Danemark), Tara yoga ou Tantra yoga et Spiritualité et éveil féminin (Grande-Bretagne et Irlande), Ananda yoga (Pays-Bas), Satia yoga (Russie), Triputa Sundari (Italie), Maha yoga traditionnel (Allemagne), Shambala yoga (Suisse). En France, il existe plusieurs centres Lux Solis (Nice), Centre 665 (Montpellier), Soleil et NISA (Poitiers), Soleil (Mirecourt), Yoga traditionnel et Santé ou Tantra69 (Pantin). MISA est régulièrement accusé de sélectionner (de façon humiliante) et d'initier des jeunes femmes à la sexualité, de choisir leurs partenaires, de filmer leurs ébats hardcore et d'en tirer profit,.
Comme l'émission « Reiki, Tantra et emprise mentale » du podcast Méta de Choc l'évoque, la pratique tantrique permet un accès facile à une sexualité alternative, qui est toutefois à risque (pouvant provoquer des expériences traumatisantes). Bien qu'il soit précisé que les stages tantriques devraient rester sans pénétration ni attouchement sexuel, cette règle n'est pas forcément respectée par toutes et tous.
Un article datant de 2019 publié en ligne par De Volkskrant, un quotidien néerlandais, rapporte les témoignages d'anciens pratiquants de stage tantrique ayant vécu des abus sexuels. Un incident ayant eu lieu au printemps 2015 est relaté dans l'article. Il met en cause un week-end d'atelier du Nouveau Tantra (TNT). La société australienne d'Alex Vartman organise principalement des cours de tantra aux Pays-Bas, en Suède, au Mexique, à Bali et à Ibiza. La page Facebook compte plus de dix mille membres. Selon leur site Internet, TNT veut proposer « une interprétation moderne du tantra pour le 21e siècle ». 
Des arrestations ont lieu en France en novembre 2023.